# Naddrukowane banknoty Generalnego Gubernatorstwa

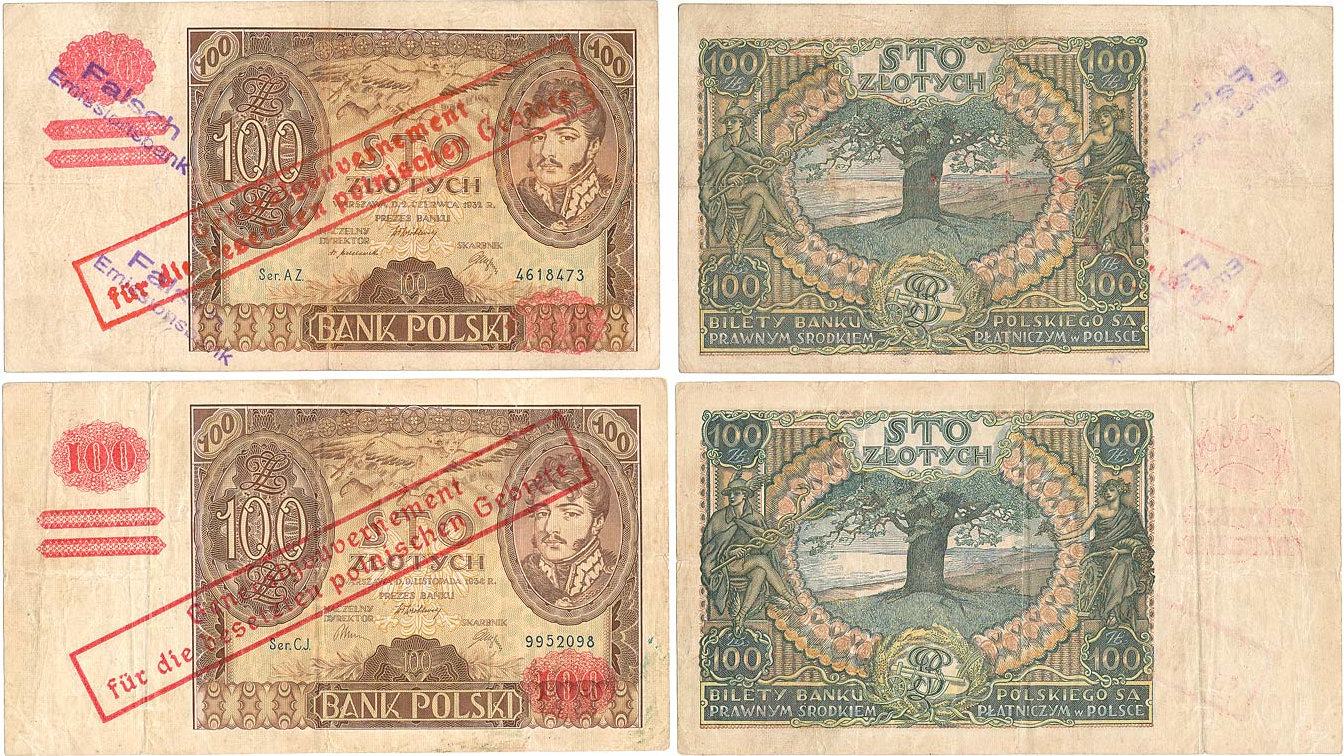
Falsyfikaty z okresu GG obydwóch emisji 100-złotówki

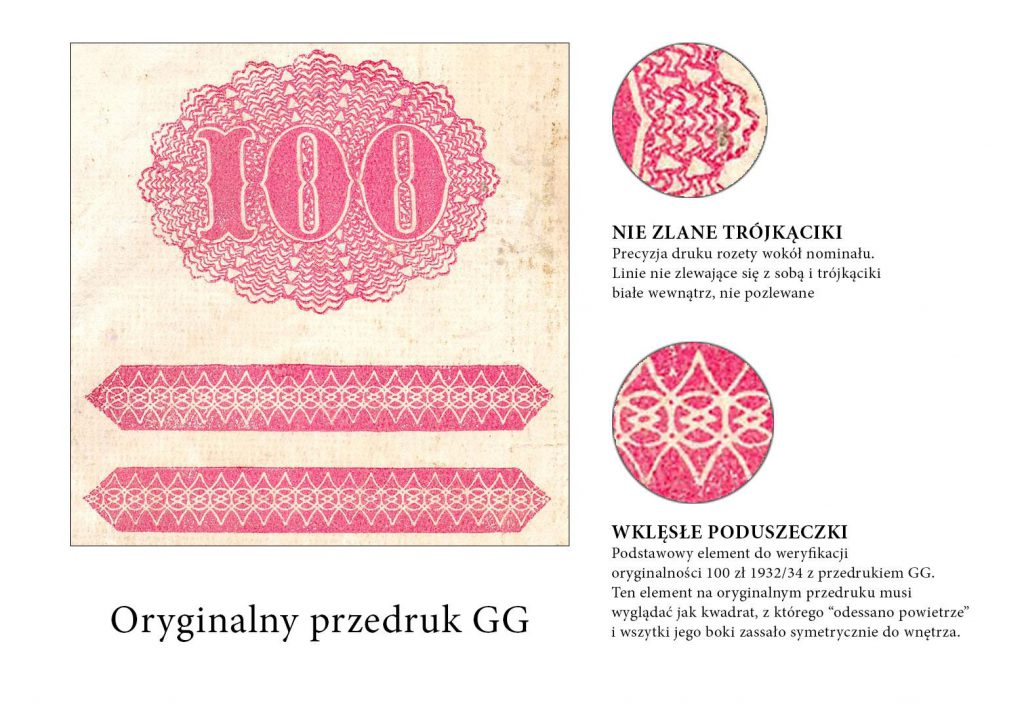
Cechy charakterystyczne oryginalnych naddruków

Naddrukowane banknoty Generalnego Gubernatorstwa – banknoty stuzłotowe II Rzeczypospolitej emisji  z 2 czerwca 1932 oraz 9 listopada 1934 r. z umieszczonym dodatkowo czerwonym naddrukiem: „Generalgouvernement für die besetzen polnischen Gebiete” (pol. Generalne Gubernatorstwo dla zajętych obszarów polskich), wprowadzone do obiegu na terenie Generalnego Gubernatorstwa przez Kasy Kredytowe Rzeszy Niemieckiej.
Po przegranej przez II Rzeczpospolitą wojnie obronnej we wrześniu 1939 r. Niemcy wprowadzali na zajętych przez siebie terenach pieniądz okupacyjny w kilku fazach, bardzo szybko różnicując swoje podejście w stosunku do terenów okupowanych i anektowanych, na tych drugich wprowadzając do obiegu markę niemiecką. 
Na obszarach okupowanych jako pierwsze weszły asygnaty utworzonych jako przybudówka Banku Rzeszy Kas Kredytowych Rzeszy Niemieckiej, obiegające od 2 października 1939 r., do 8 kwietnia 1940 r. – do obiegu wprowadzono asygnaty na kwotę 45 mln marek.
Dnia 15 grudnia 1939 r., w utworzonym już Generalnym Gubernatorstwie, powołano Bank Emisyjny w Polsce, nakładając jednocześnie na mieszkańców obowiązek złożenia do depozytu przedwojennych banknotów o nominałach 100 i 500 złotych. Dnia 10 stycznia 1940 r. ogłoszono wycofanie z dniem 31 stycznia 1940 r. stu- i pięćsetzłotówek. 
Dwa dni wcześniej, tj. 29 stycznia 1940 r., wprowadzono banknoty 100-złotowe emisji 1932 i 1934 z umieszczonym dodatkowo czerwonym naddrukiem: „Generalgouvernement für die besetzen polnischen Gebiete” (pol. Generalne Gubernatorstwo dla polskich obszarów okupowanych). Nie była to emisja istniejącego już wtedy Banku Emisyjnego w Polsce – naddrukowane banknoty zostały wprowadzone za pomocą Kas Kredytowych Rzeszy Niemieckiej. Papiery pochodziły z przejętych na anektowanych do Rzeszy obszarach II Rzeczypospolitej środków w wysokości 600 mln złotych.
Wycofane i niezdeponowane zgodnie z zaleceniem władz okupacyjnych w styczniu 1940 r. banknoty 100-złotowe były nagminnie przestemplowywane „prywatnymi” fałszywymi stemplami, nadrukowywanymi zarówno na Kercelaku jak i w licznych zakładach drukarskich.
Naddrukowane banknoty stuzłotowe były w obiegu jedynie trzy miesiące, bo już 7 maja 1940 r. straciły status środka płatniczego – należało je wymieniać na banknoty Banku Emisyjnego w Polsce do 20 maja 1940 r.

Naddrukowane banknoty stuzłotowe
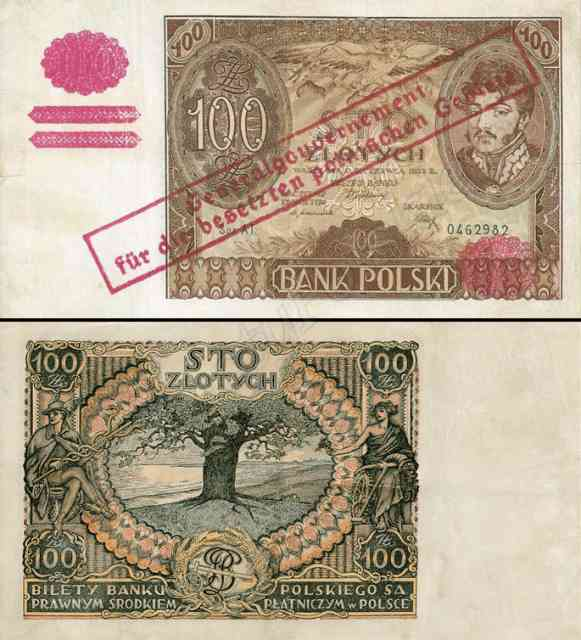
Naddrukowana stuzłotówka emisji 1932 r.
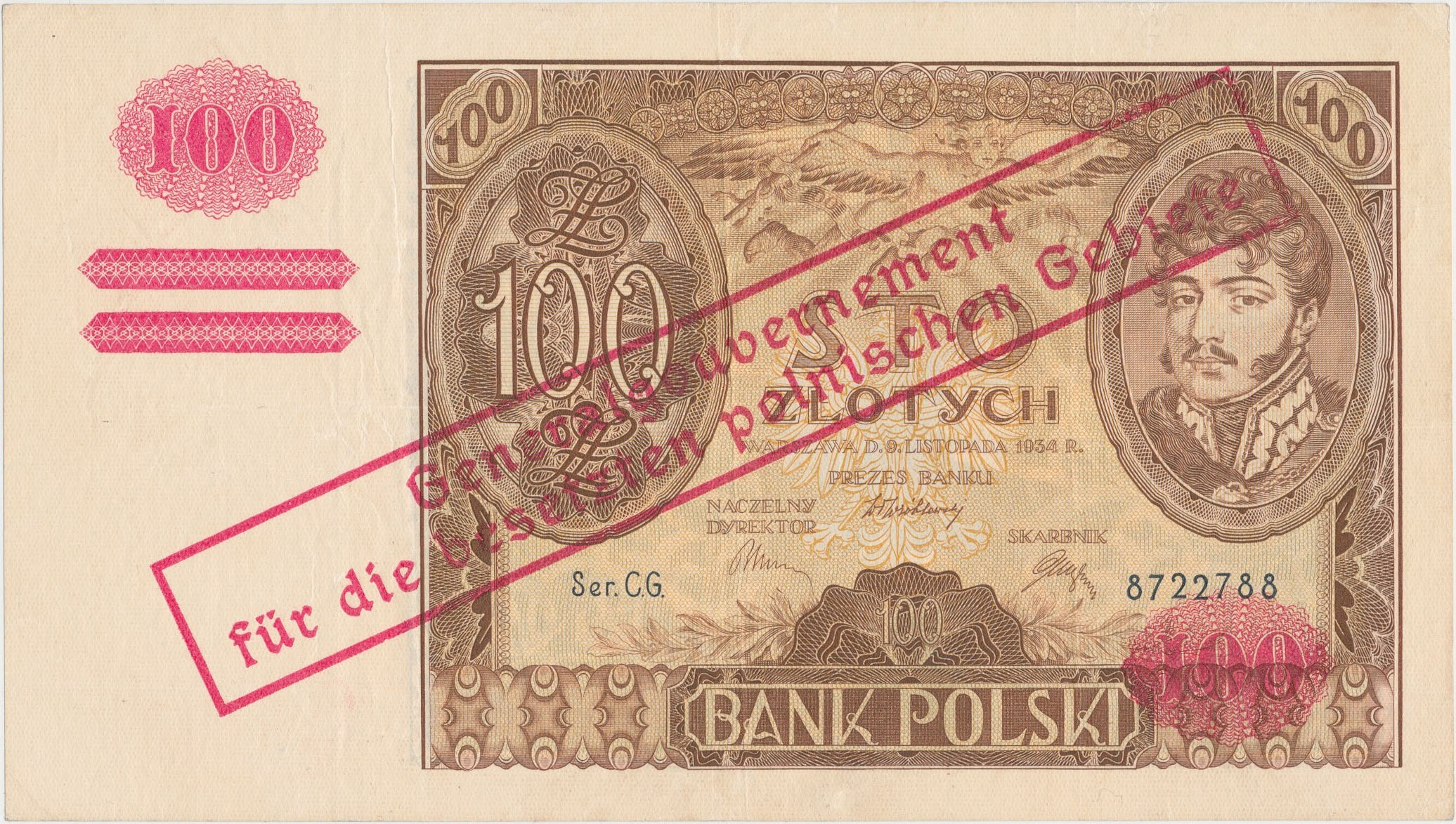
Awers naddrukowanej stuzłotówki emisji 1934 r.
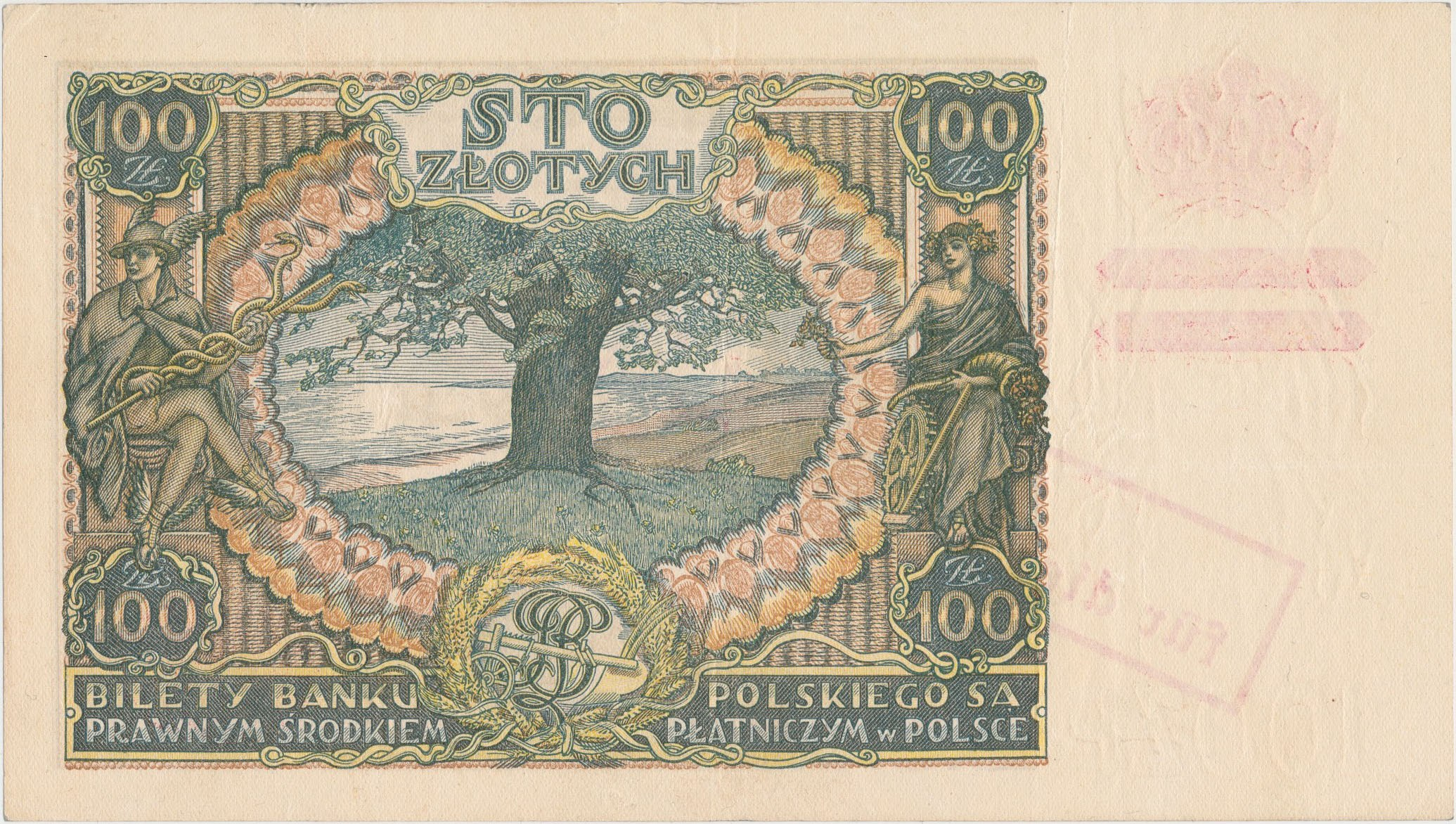
Rewers naddrukowanej stuzłotówki emisji 1934 r.